# Cerkiew Wszystkich Świętych w Wałbrzychu
Cerkiew pod wezwaniem Wszystkich Świętych – była prawosławna cerkiew parafialna w Wałbrzychu. Należała do dekanatu Wrocław diecezji wrocławsko-szczecińskiej Polskiego Autokefalicznego Kościoła Prawosławnego.
Obiekt mieści się przy ulicy Władysława Reymonta, w dzielnicy Podgórze II (górne).
Jest to poewangelicki neogotycki kościół wybudowany na początku XX wieku. Był remontowany po pożarze w 1994. Według założeń dr. Jerzego Uścinowicza, architekta z Białegostoku, wewnątrz kościoła miała zostać wybudowana cerkiew w kształcie rotundy. Planów tych jednak nie zrealizowano, a obiekt nie jest obecnie własnością PAKP.